# ワークグループマネージャ
ワークグループマネージャは、Mac OS X Server v10.2以降〜v10.6.8に付属するリモート管理ソフトの一つ。ユーザ、グループ、コンピュータをディレクトリベースで管理する為に利用される。Mac OS X Serverのバージョンによって機能が異なり、ACLによる管理（10.4のみ）や共有ポイントの管理（10.2〜10.4のみ）を行う機能も含まれる。Lion Serverからはオプション扱いとなり、対応OSはOS X v10.9までで終了している。
また、Mac OS X Snow LeopardまでのクライアントOSで利用出来るよう、Server Admin Toolsに含まれ無償配布されている。